# مستر ماسيل
مستر ماسيل علامة تجارية لأحد أنواع مواد التنظيف التي تستخدم للأسطح الصلبة، بدأت شركة إس سي جونسون وابنه بتصنيعه  منذ شرائها شركة دراكيت من بريستول-مايرز سكويب في أكتوبر 1992. كان المنتج الأصلي عبارة عن منظف أفران تم تطويره في دراكيت في عام 1986. توسعت تشكيلة منتجات مستر ماسيل منذ ذلك الحين.

## روابط خارجية
- الموقع الرسمي في المملكة المتحدة
- مستر ماسيل في المملكة المتحدة
- الموقع الرسمي (باللغة الألمانية
- أطلق مستر ماسيل اسم «المنظف الأكثر نظافة» في تركيا
- الموقع الرسمي باللغة الإيطالية
- NIH إدخال قاعدة بيانات المنتجات المنزلية
- كيف تعمل أفران التنظيف الذاتي بواسطة HowStuffWorks.com
- الولايات المتحدة للبراءات 4،167488 نسخة محفوظة 5 ديسمبر 2018 على موقع واي باك مشين.